# Manx Premier Trophy
De Manx Premier Trophy is een voormalige wielerwedstrijd die werd verreden op het eiland Man. De eerste editie van deze wedstrijd vond plaats in 1959 en de laatste in 1970. De wedstrijd kent in totaal 12 edities.
De wedstrijd werd verreden voor beroepsrenners en is drie keer gewonnen door een Nederlandse renner. Jo de Roo won in 1961, Wim Schepers won de wedstrijd in 1966 en Jan Harings zegevierde in 1969.

## Lijst van winnaars

### Overwinningen per land
| Overwinningen | Land                |
| ------------- | ------------------- |
| 4             | Verenigd Koninkrijk |
| 3             | Nederland           |
| 2             | Frankrijk, Ierland  |
| 1             | Duitsland           |